# Blepharella analis
Blepharella analis là một loài ruồi trong họ Tachinidae.